# Acoma robusta
Acoma robusta is een keversoort uit de familie Pleocomidae. De wetenschappelijke naam van de soort is voor het eerst geldig gepubliceerd in 1928 door Van Dyke.